# Archaeovespa cretacea
Archaeovespa cretacea (лат.) — ископаемый вид ос рода †Archaeovespa из семейства Vespidae. Один из древнейших представителей жалящих перепончатокрылых. Обнаружен в меловом бирманском янтаре в Мьянме (Юго-Восточная Азия, около 99 млн лет).

## Описание
Мелкие ископаемые осы, длина тела 4,7 мм, длина переднего крыла 3,21 мм. От близких видов отличается следующими признаками: скапус усиков крупный, длиннее первого членика жгутика усика, длина скапуса примерно в 1,5 раза больше длины педицеля. В переднем крыле 2m-cu расположена близко к 2r-m, 2m-cu извилистая. Ноги: первый членик лапок с многочисленными прямостоячими щетинками.
Голова шире своей длины, покрыта густыми, приподнятыми короткими щетинками; сложный глаз выпуклый, длиной 0,94 мм и остро выемчатый, щека уже сложного глаза; латеральные глазки немного больше срединного глазка, боковые глазки ближе друг к другу, чем срединные глазки к боковым глазкам; ширина педицеля больше ширины первого членика жгутика усика; первый членик жгутика длиннее второго, второй членик жгутик сравнительно короче третьего членика; наличник шире своей длины, с длинными щетинками.
Усики булавовидные, 12-члениковые. Брюшко с узким черешковидным первым члеником метасомы, причём первый сегмент уже второго. Передние голени с апиковентральным рядом длинных щетинок.

## Таксономия и этимология
Вид был впервые описан 2020 году китайскими энтомологами по типовому материалу, обнаруженному в бирманском янтаре. Archaeovespa cretacea это один из древнейших представителей надсемейства веспоидных ос (Vespoidea) из отряда перепончатокрылые.
Видовое название происходит от латинского слова creta («мел», который обнаружен во второй половине мелового периода).